# Cantó d'Ars-en-Ré
El cantó d'Ars-en-Ré és un cantó francès del departament del Charente Marítim, situat al districte de La Rochelle, a la part septentrional de l'Illa de Ré. Té 5 municipis i el cap és Ars-en-Ré.

## Municipis

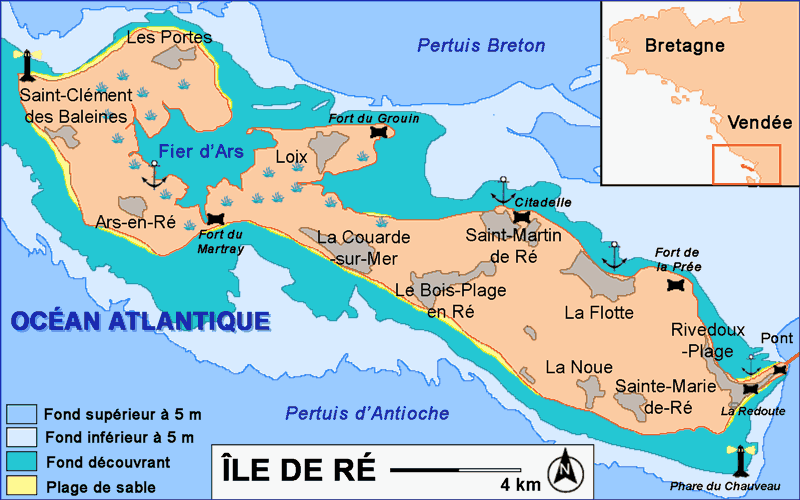
Mapa de l'illa de Ré

- Ars-en-Ré
- La Couarde-sur-Mer
- Loix
- Les Portes-en-Ré
- Saint-Clément-des-Baleines

## Història
| Data d'elecció                           | Identitat        | Partit           | Qualitat |
| ---------------------------------------- | ---------------- | ---------------- | -------- |
| 1945-1963                                | Jacques Moinet   | radical          |          |
| 1963-1976                                | Renée Moinet     | radical          |          |
| 1976-1994                                | François Blaizot | UDF-CDS          |          |
| 1994-2008                                | Paul Neveur      | RPR, després MPF |          |
| 2008-                                    | Lionel Quillet   | Divers droite    |          |
| les dades anteriors no són pas conegudes |                  |                  |          |
|                                          |                  |                  |          |

## Demografia
| A partir de 1990: Població sense dobles comptes |